# Diastylis lazarevi
Diastylis lazarevi är en kräftdjursart som beskrevs av Lomakina 1955. Diastylis lazarevi ingår i släktet Diastylis och familjen Diastylidae. Inga underarter finns listade i Catalogue of Life.